# Prepovedani avtorji v času nacionalsocializma
10. maja 1933 je nacionalsocialistična oblast v Berlinu organizirala tako imenovano akcijo zoper nenemški duh (Aktion wider den undeutschen Geist), kjer so javno sežgali »prepovedane« knjige.
Na berlinskem Opernem trgu (danes Bebelov trg) so sežgali približno 20.000 knjig 127 avtorjev. Zažgali so posamična dela, kakor tudi celotne opuse pacifističnih, komunističnih ter judovskih avtorjev. Seznam naj bi sestavil knjižničar Wolfgang Herrmann. Zanimivo je, da so se za »čisto literaturo« še posebej zanimali študentje, ki so oblikovali 12 tez proti nenemškemu duhu. Kombinacija prepovedanih knjig ter dvanajstih tez proti nenemškemu duhu je tvorila osnovo za dogodke v Berlinu, kakor tudi za kasnejše sežige knjig v ostalih nemških mestih. 

## Prepovedani avtorji (izbor)
Avtorji so pristali na listi prepovedanih knjig, ker so bili bodisi judovskega porekla ali pa se niso strinjali s takratno nacionalsocialistično politično oblastjo. Ti avtorji so bili pogosto obtoženi, da širijo pacifistične ali komunistične ideologije. Na seznamu pa so se znašli tudi preminuli avtorji. 
| - Alfred Adler - Hermann Adler - Max Adler - Ernst Angel - Bernhard Aschner - Raoul Auernheimer - Otto Bauer - Vicki Baum - Johannes R. Becher - Richard Beer-Hofmann - Walter Benjamin - Martin Beradt - Walter Arthur Berendsohn - Ernst Bloch - Felix Braun - Josef Braunthal - Bertolt Brecht - Willi Bredel - Hermann Broch - Ferdinand Bruckner - Ludwig Dexheimer - Alfred Döblin - John Dos Passos - Kasimir Edschmid - Albert Ehrenstein - Albert Einstein - Carl Einstein - Friedrich Engels - Hanns Heinz Ewers - Lion Feuchtwanger - Marieluise Fleißer - Friedrich Wilhelm Foerster - Leonhard Frank - Anna Freud - Sigmund Freud - Egon Friedell - Salomo Friedlaender - André Gide - Claire Goll - Oskar Maria Graf - George Grosz - Ernst Gläser - Ferdinand Hardekopf - Jakob Haringer - Jaroslav Hašek - Walter Hasenclever - Raoul Hausmann - Heinrich Heine - Max Herrmann-Neiße - Franz Hessel - Magnus Hirschfeld - Jakob van Hoddis - Ödön von Horvath | - Wera Inber - Heinrich Eduard Jacob - Hans Henny Jahnn - Georg Jellinek - Franz Jung - Erich Kästner - Franz Kafka - Georg Kaiser - Mascha Kaleko - Alfred Kantorowicz - Karl Kautsky - Hans Keilson - Hans Kelsen - Alfred Kerr - Hermann Kesten - Irmgard Keun - Klabund - Alma J. Koenig - Annette Kolb - Gertrud Kolmar - Paul Kornfeld - Siegfried Kracauer - Theodor Kramer - Karl Kraus - Adam Kuckhoff - Gustav Landauer - Else Lasker-Schüler - Wladimir Iljitsch Lenin - Karl Liebknecht - Karl Lieblich - Hubertus Prinz zu Löwenstein - Ernst Lothar - Emil Ludwig - Rosa Luxemburg - André Malraux - Heinrich Mann - Klaus Mann - Thomas Mann - Hans Marchwitza - Valeriu Marcu - Ludwig Marcuse - Karl Marx - E.C. Albrecht Meyenberg - Walter Mehring - Gustav Meyrink - Erich Mühsam - Robert Musil - Alfred Neumann - Robert Neumann - Carl von Ossietzky - Karl Otten - Ernst Ottwalt - Hertha Pauli - Kurt Pinthus - Adelheid Popp | - Fritz Reck-Malleczewen - Erik Reger - Gustav Regler - Wilhelm Reich - Erich Maria Remarque - Karl Renner - Joachim Ringelnatz - Rudolf Rocker - Ruth Margarete Roellig - Joseph Roth - Otto Rühle - Alice Rühle-Gerstel - Nelly Sachs - Felix Salten - Rahel Sanzara - Arno Schirokauer - Arthur Schnitzler - Anna Seghers - Walter Serner - Ignazio Silone - Otto Soyka - Wilhelm Speyer - Rudolf Steiner - Carl Sternheim - Lisa Tetzner - Adrienne Thomas - Ernst Toller - Friedrich Torberg - B. Traven - Leo Trotzki - Karl Tschuppik - Kurt Tucholsky - Fritz von Unruh - Jakob Wassermann - Alex Wedding - Armin T. Wegner - Ernst Weiß - Franz Werfel - Eugen Gottlob Winkler - Friedrich Wolf - Paul Zech - Carl Zuckmayer - Arnold Zweig - Stefan Zweig |